# Gorgier

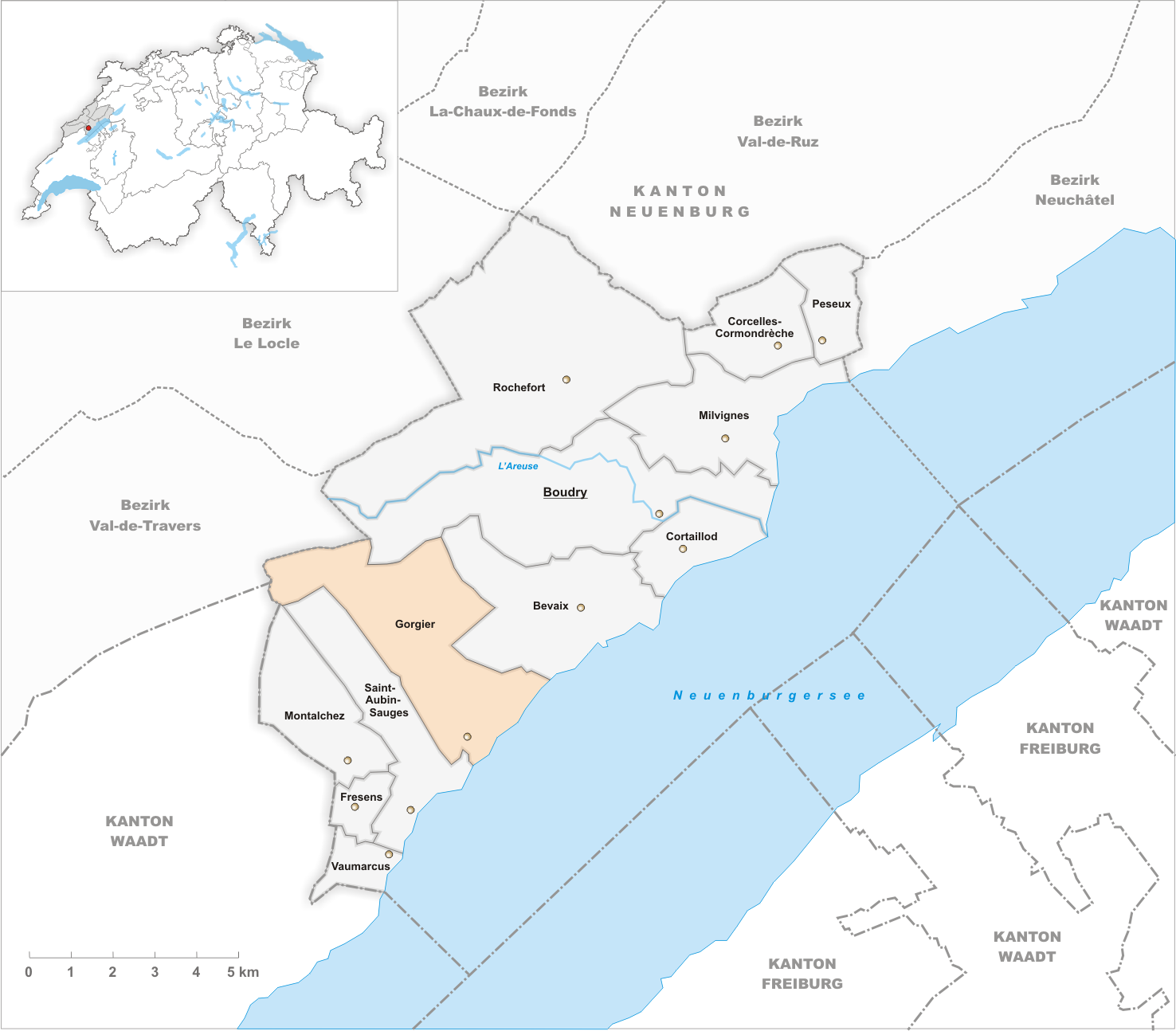
Gemeindestand vor der Fusion am 1. Januar 2018

Gorgier war bis zum 31. Dezember 2017 eine politische Gemeinde im Bezirk Boudry des Kantons Neuenburg in der Schweiz.

## Geographie

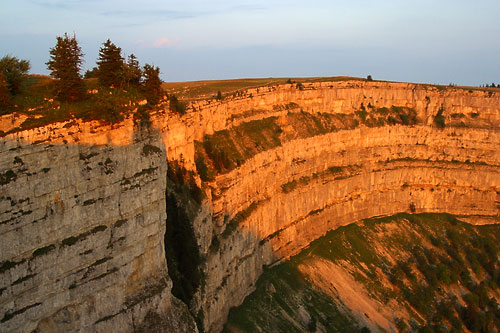
Teil der Felsenarena des Creux du Van

Historisches Luftbild von Werner Friedli von 1949

Gorgier liegt auf rund 491 m ü. M., 15 km südwestlich der Kantonshauptstadt Neuchâtel, am Nordwestufer des Neuenburgersees und am Jurasüdfuss und gehört zu La Grande Béroche.
Die Fläche des 14,0 km² grossen Gemeindegebiets erstreckt sich vom schmalen Uferrandstreifen nach Nordwesten den zuerst sanft ansteigenden Jurahang hinauf. Dieser Hang ist im oberen Teil dicht bewaldet und recht steil (Côte de Gorgier und Côte de Saint-Aubin). Im Norden gehören die Höhen der Antiklinale des Soliat zu Gorgier: La Chaille (mit 1451 m ü. M. der höchste Punkt der Gemeinde) und Signal de Lessy (1387 m ü. M.), voneinander getrennt durch das Tal Combe du Laga. Hier befinden sich ausgedehnte Jurahochweiden mit den typischen mächtigen Fichten, die entweder einzeln oder in Gruppen stehen. Im äussersten Nordwesten umfasst die Gemeindefläche die im Einzugsgebiet der Areuse liegende Felsenarena des Creux du Van an der Nordostflanke des Soliat. Ein Fliessgewässer im Gebiet ist die Argentine.
Von der Gemeindefläche entfielen 1997 7 % auf Siedlungen, 56 % auf Wald und Gehölze, 35 % auf Landwirtschaft und etwas mehr als 2 % war unproduktives Land.
Zu Gorgier gehören der auf einem kleinen Schwemmkegel am Ufer des Neuenburgersees gelegene Weiler Chez-le-Bart (450 m ü. M.), das neuere Siedlungsgebiet Derrière-Moulin (520 m ü. M.) in aussichtsreicher Lage über dem See sowie zahlreiche Einzelhöfe am Jurasüdhang und auf den Jurahöhen. Nachbargemeinden von Gorgier sind Saint-Aubin-Sauges, Montalchez, Val-de-Travers, Boudry und Bevaix im Kanton Neuenburg sowie Provence im Kanton Waadt.

## Bevölkerung
Mit 2021 Einwohnern (Stand 31. Dezember 2017) gehörte Gorgier zu den mittelgrossen Gemeinden des Kantons Neuenburg. Von den Bewohnern sind 86,2 % französischsprachig, 5,5 % deutschsprachig und 2,2 % italienischsprachig (Stand 2000). Die Bevölkerungszahl von Gorgier stieg von 1850 (866 Einwohner) bis 1950 (1012 Einwohner) nur langsam an, seither ist eine deutlich steigende Tendenz zu beobachten. Das Siedlungsgebiet von Gorgier ist lückenlos mit demjenigen von Saint-Aubin zusammengewachsen.

## Politik
Die Stimmenanteile der Parteien anlässlich der Nationalratswahl 2015 betrugen: FDP 28,4 %, SP 23,3 %, SVP 23,2 %, GPS 9,9 %, glp 4,9 %, PdA 4,0 %, CVP 3,4 %, Nouveau Parti Libéral 1,0 %, BDP 0,9 %.

## Wirtschaft
Gorgier war bis Mitte des 20. Jahrhunderts ein hauptsächlich durch die Landwirtschaft geprägtes Dorf. Entlang der Hänge nahe dem Seeufer dehnen sich die Weinberge aus, darüber wird vorwiegend Ackerbau betrieben. Auf den Jurahöhen herrscht die Viehzucht und Milchwirtschaft vor. Industrielle Tätigkeit gibt es nur in beschränktem Mass, beispielsweise eine Präzisionsdreherei und Essigverarbeitung. In den letzten Jahrzehnten hat sich Gorgier zur Wohngemeinde entwickelt. Zahlreiche Erwerbstätige sind Wegpendler, die in der Region Neuchâtel arbeiten.

## Verkehr
Gorgier ist verkehrsmässig gut erschlossen. Sie liegt oberhalb der Hauptstrasse 5 von Neuchâtel nach Yverdon. Mit der Eröffnung eines Teilstücks der Autobahn A5 im Jahr 2002 wurde der Ortsteil Chez-le-Bart an der Seeuferstrasse vom Durchgangsverkehr entlastet. Die A5 unterquert Gorgier in einem Tunnel. Am 7. November 1859 wurde die Eisenbahnlinie Neuchâtel–Yverdon eingeweiht. Der Bahnhof Gorgier-Saint-Aubin befindet sich auf der Grenze der beiden Gemeinden. Für die Feinverteilung im öffentlichen Verkehr sorgen Buslinien nach Yverdon, Boudry und Provence.

## Geschichte

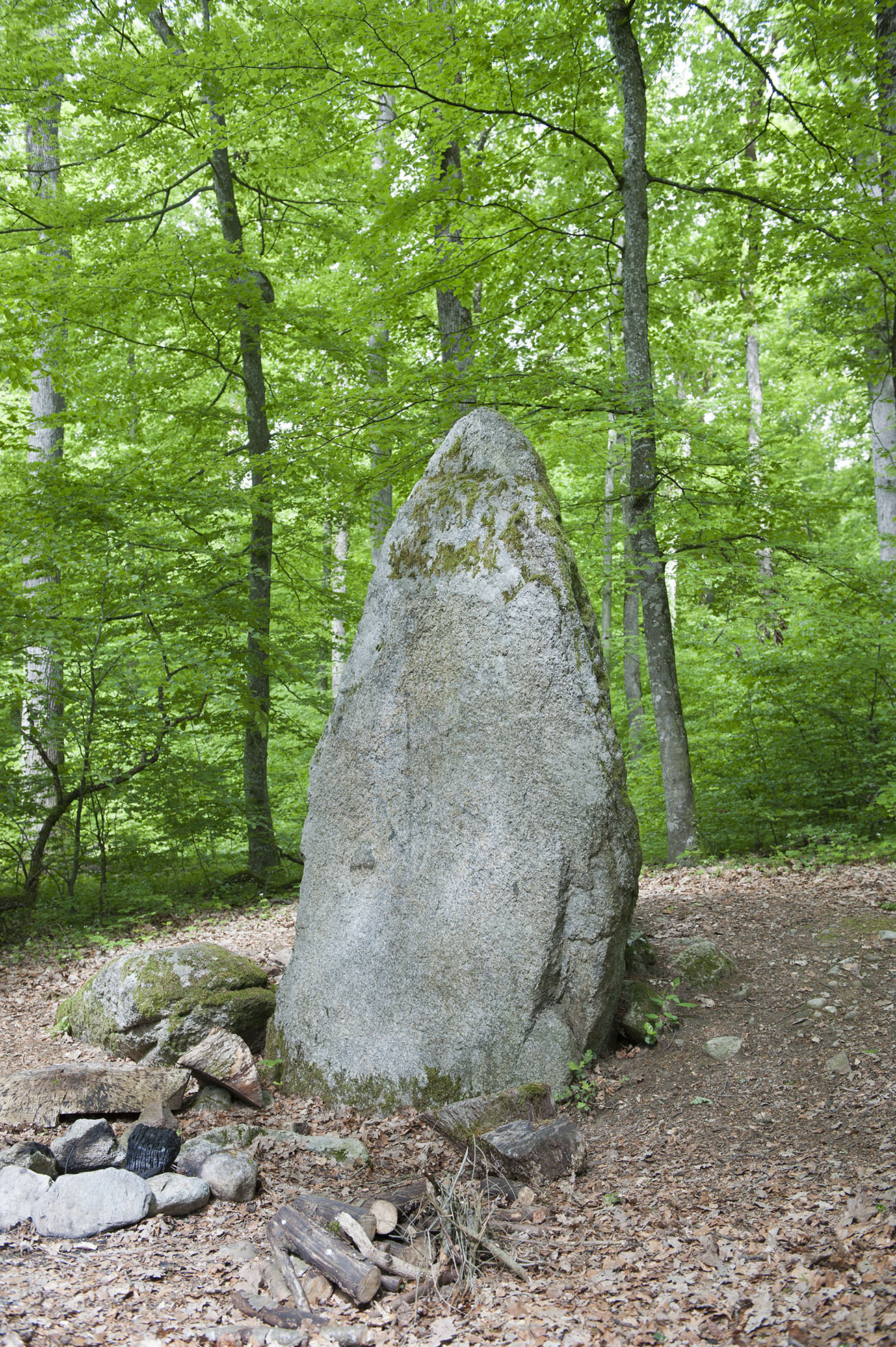
Le Grand Menhir im Wald von Devens in Gorgier

Gorgier kann auf eine lange Siedlungstradition zurückblicken. Bereits während des Neolithikums war das Seeufer besiedelt. Weitere Siedlungsspuren wurden aus der Hallstattzeit, der Römerzeit (Reste einer im 2. und 3. Jahrhundert bewohnten Villa) und der Burgunderzeit gefunden.
Die erste schriftliche Erwähnung des Ortes erfolgte 1252 unter dem Namen Corgie. Gorgier war seit dem 13. Jahrhundert Zentrum einer kleinen Herrschaft, die das Gebiet der Béroche mit den Orten Saint-Aubin, Sauges, Fresens und Montalchez umfasste und auch Rechte in Cortaillod und im Priorat Bevaix besass. Die Herrschaft gehörte zunächst den Herren von Estavayer, kam aber nach 1344 unter die Oberhoheit der Grafen von Neuenburg, wobei sie über lange Zeit relativ selbständig blieb. Von 1433 bis 1678 war sie mit der Herrschaft Vaumarcus verbunden. 1749 kam Gorgier definitiv an das Fürstentum Neuenburg, das seit 1707 durch Personalunion mit dem Königreich Preussen verbunden war. 1806 wurde das Gebiet an Napoleon I. abgetreten und kam 1815 im Zuge des Wiener Kongresses an die Schweizerische Eidgenossenschaft, wobei die Könige von Preussen bis zum Neuenburgerhandel 1857 auch Fürsten von Neuenburg blieben.

## Sehenswürdigkeiten
Das Schloss Gorgier (heute Privatbesitz) befindet sich auf einem Waldhügel nördlich des Dorfes. Es wurde 1299 erstmals erwähnt. Die heutigen im Stil der Renaissance errichteten Bauteile stammen grösstenteils aus dem 16. Jahrhundert, grössere Um- und Ausbauten gab es im Laufe des 19. Jahrhunderts. Bemerkenswert ist auch ein 1640 erbauter Rundturm mit Taubenschlägen, der inmitten der Wirtschaftsgebäude neueren Datums steht.
Im Ortsteil Chez-le-Bart nahe dem Hafen ist eine charakteristische Häusergruppe aus dem 16. und 17. Jahrhundert erhalten, darunter auch das Haus der Familie Vevey-Werly.

## Persönlichkeiten
- Edmond Jeanneret (1914–1990), evangelischer Geistlicher und Dichter